# روي ميغيل رودريغوس بيريرا أندرادي
روي ميغيل رودريغوس بيريرا أندرادي (6 ديسمبر 1977 بلشبونة في البرتغال - ) هو لاعب كرة قدم برتغالي في مركز الوسط. لعب مع أتليتيكو كلوب دي برتغال ومافرا ونادي أولهانينسي ونادي إيرميس أراديبو ودوكسا كاتوكوبياس ‏ وF.C. Marco ‏ ونادي كوفيليا وأورينتال دي لشبونة ‏ وC.D. Pinhalnovense ‏ وCD Operário ‏ وAtromitos Yeroskipou ‏.

## وصلات خارجية
- روي ميغيل رودريغوس بيريرا أندرادي على موقع قاعدة بيانات كرة القدم.إي يو (الإنجليزية)